# Runenstein von Kjula ås

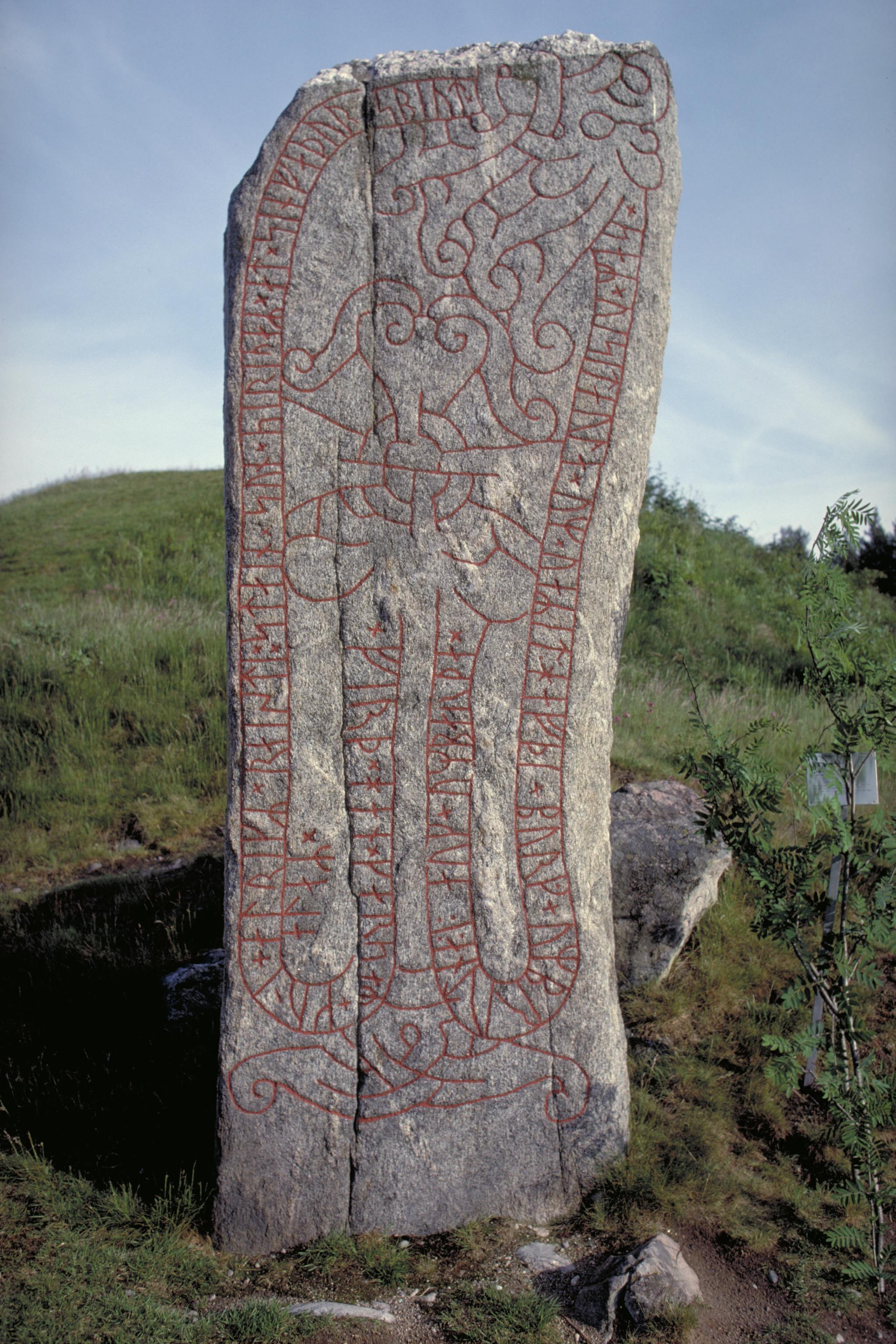
Runenstein von Kjula ås

Der Runenstein von Kjula ås (Samnordisk runtextdatabas Sö 106), in Södermanland in Schweden, steht an der alten Straße zwischen Eskilstuna und Strängnäs, neben dem in alten Texten „Kungshållet“ oder „Tingshögen“ genannten Hügel. Beim Runenstein liegen mehrere Bautasteine und Grabhügel. Das Gräberfeld erstreckte sich ursprünglich wahrscheinlich über den Runenstein von Högstena (Sö 105) hinaus.
Der Runensteintext lautet:
„Alríkr, Sigríðrs Sohn, hat den Stein zum Gedächtnis an seinen Vater Spjót errichtet, der im Westen gekämpft hat. Er hat alle Burgen an der Reiseroute gekannt.“

## Beschreibung
Der Stein ist einer von 30 „England-Runensteinen“, die sich auf Westfahrten der Wikinger beziehen. Es gibt Hinweise darauf, dass der größte Runenstein in Södermanland mit der Ramsundritzung von Ramsundsberget (Nr. Sö 101), mit dem Runenstein von Bro in Uppland (Nr. U 617) und einem der beiden Hakon-Jarl-Runensteine, in Verbindung steht. Der Stein hat eine interessante Inschrift, deren Deutung allerdings unsicher ist. Runologen wie Sophus Bugge (1833–1907), Erik Brate (1857–1924), Otto von Friesen (1870–1942) und Elias Wessén (1889–1981) haben sich dazu unterschiedlich geäußert.
Der Name Spjót (Speer) wird in keiner anderen Inschrift oder in anderem Zusammenhang gefunden.
In der Nähe liegt der Åsbyblocket.